# ملویل (ویرجینیای غربی)
ملویل (به انگلیسی: Melville) یک منطقهٔ مسکونی در ایالات متحده آمریکا است که در شهرستان لوگان، ویرجینیای غربی واقع شده‌است.